# Chrzanów (Lublin)
Pour les articles homonymes, voir Chrzanów (homonymie).
Chrzanów (prononciation : [ˈxʂanuf]) est un village polonais de la gmina de Chrzanów dans le powiat de Janów Lubelski de la voïvodie de Lublin dans l'est de la Pologne.
Le village est le siège administratif (chef-lieu) de la gmina appelée gmina de Chrzanów .
Il se situe à environ 15 kilomètres au nord-est de Janów Lubelski (siège du powiat) et 53 kilomètres au sud de Lublin (capitale de la voïvodie).
Le village comptait approximativement une population de 3 506 habitants en 2009.

## Histoire
De 1975 à 1998, le village est attaché administrativement à la voïvodie de Tarnobrzeg.

Depuis 1999, il fait partie de la voïvodie de Lublin.